# Pierrepoint
Pierrepoint est le nom d'une famille de bourreaux britanniques du XXe siècle avec les deux frères Henry (1874-1922) et Thomas (1870-1954) et Albert (1905-1992), fils d'Henry. 
Pierrepoint (The Last Hangman) est également le titre français du film britannique de 2005 racontant la vie d'Albert.

## Henry Pierrepoint (1874-1922)
Bourreau britannique de 1901 jusqu'à 1910. Il pendit 107 personnes. Il était le père d’Albert Pierrepoint et le frère de Thomas Pierrepoint.

## Thomas Pierrepoint (1870-1954)
Bourreau britannique qui procéda aux exécutions de 201 personnes en Angleterre et au Pays de Galles et plus de 300 au total, en comprenant des exécutions en Irlande, Allemagne, et Chypre. Il travailla jusque dans sa 76e année, prenant sa retraite en 1946.

Il était le frère d'Henry Pierrepoint et l’oncle d’Albert Pierrepoint.

## Albert Pierrepoint (1905-1992)
Il fut sans conteste le plus illustre des trois. Il suivra les traces de son père Henry en devenant aide-exécuteur sous les ordres de son oncle Thomas en 1932, auquel il succédera en 1940. Il fut l'un des derniers exécuteurs officiels au Royaume-Uni (les dernières exécutions datent de 1964). Il fut considéré comme l'exécuteur britannique le plus actif du XXe siècle : il officia dans 450 pendaisons entre 1932 et 1956, soit 433 hommes et 17 femmes, aussi bien au Royaume-Uni (dont six soldats américains stationnés au Royaume-Uni durant la guerre, jugés en cour martiale et reconnus coupable de meurtres sur des civils britanniques), qu'en Irlande, en Allemagne (202 criminels de guerre nazis entre 1945 et 1949) ou en Égypte.